# 梅林時雄

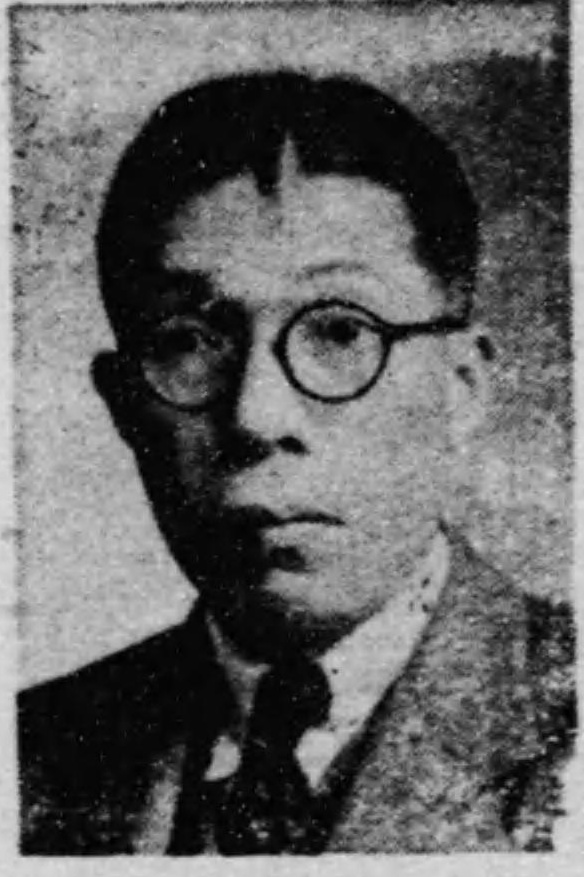
梅林時雄

梅林 時雄（うめばやし ときお、1906年（明治39年）11月15日 - 1956年（昭和31年）5月29日）は、日本の政治家。衆議院議員（1期）。

## 経歴
福岡県築上郡東吉富村（現吉富町）で、梅林宇十郎の長男として生まれる。1929年、明治大学政治経済学科卒。梅林組に入る。東洋産業開発、東洋商事、東洋加工各(株)取締役社長、大分液体燃料、西日本工業、梅林土木各(株)会長、大分県土木建築、同石材採掘各工業組合理事長などを歴任した。
1947年の第23回衆議院議員総選挙において大分1区から民主党公認で立候補して当選。1949年の第24回衆議院議員総選挙で落選した。
1956年死去。